# Жоао Карлос дос Сантос
Жоао Карлос дос Сантос (порт. João Carlos dos Santos; 10. септембар 1972) бивши је бразилски фудбалер.

## Каријера
Током каријере играо је за Крузеиро, Коринтијанс Паулиста, Ботафого и многе друге клубове.

## Репрезентација
За репрезентацију Бразила дебитовао је 1999. године. За национални тим одиграо је 10 утакмица и постигао 1 гол.

## Статистика
| Бразил | Бразил | Бразил |
| Год.   | Ута.   | Гол.   |
| ------ | ------ | ------ |
| 1999   | 10     | 1      |
| Укупно | 10     | 1      |